# Think Tank (album Pata Martino)
Think Tank – album muzyczny amerykańskiego gitarzysty jazzowego Pata Martino nagrywany 8 - 10 stycznia 2003 w Sony Studios w Nowym Jorku dla wytwórni Blue Note Records, wraz z nowojorskimi muzykami związanymi z tą wytwórnią.  Wydany w 2003.

## O albumie
Béla Fleck w swojej notce na temat płyty napisał, że Pat Martino zrobił to, co robił do tej pory, ale jeszcze lepiej, a jednocześnie znowu zawędrował na teren jeszcze przez nikogo nie eksploatowany. 
Tytułowy utwór powstał bowiem według wymyślonego przez Martino systemu zależności pomiędzy dźwiękami a literami (tu tworzącymi nazwisko Johna Coltrane'a). Klasa muzyków, którzy nagrali ten album, sprawiła, że Think Tank był nominowany do nagrody Grammy 2004 w kategorii: Best Jazz Instrumental Album, a wykonanie kompozycji Coltrane'a "Afryka" zostało nominowane w kategorii Best Jazz Instrumental Solo. 

## Muzycy
- Pat Martino - gitara
- Joe Lovano - saksofon tenorowy
- Gonzalo Rubalcaba - fortepian
- Christian McBride - kontrabas
- Lewis Nash - perkusja

## Lista utworów
| 1. | The Phineas Trane (Harold Mabern) | 6:36    |
|    |                                   |         |
| 2. | Think Tank (Pat Martino)          | 12:07   |
|    |                                   |         |
| 3. | Dozen Down (Pat Martino)          | 7:54    |
|    |                                   |         |
| 4. | Sun on My Hands (Jim Ridl)        | 9:16    |
|    |                                   |         |
| 5. | Africa (John Coltrane)            | 11:43   |
|    |                                   |         |
| 6. | Quatessence (Pat Martino)         | 9:56    |
|    |                                   |         |
| 7. | Before You Ask (Pat Martino)      | 6:51    |
|    |                                   |         |
| 8. | Earthlings (Joe Ford)             | 5:32    |
|    |                                   |         |
|    |                                   | 1:09:55 |
|    |                                   |         |

## Opis płyty
- Produkcja - Joseph Donofrio i Pat Martino
- Inżynier dźwięku i miksowanie: Kirk Yano
- Firma nagraniowa - Blue Note
- Grafika na okładce: Pat Martino
- Zdjęcie Pata Martino: Jimmy Katz
- Zdjęcia - Kirk Yano
- Autor notki: Béla Fleck